# Петер Ольбек Єнсен

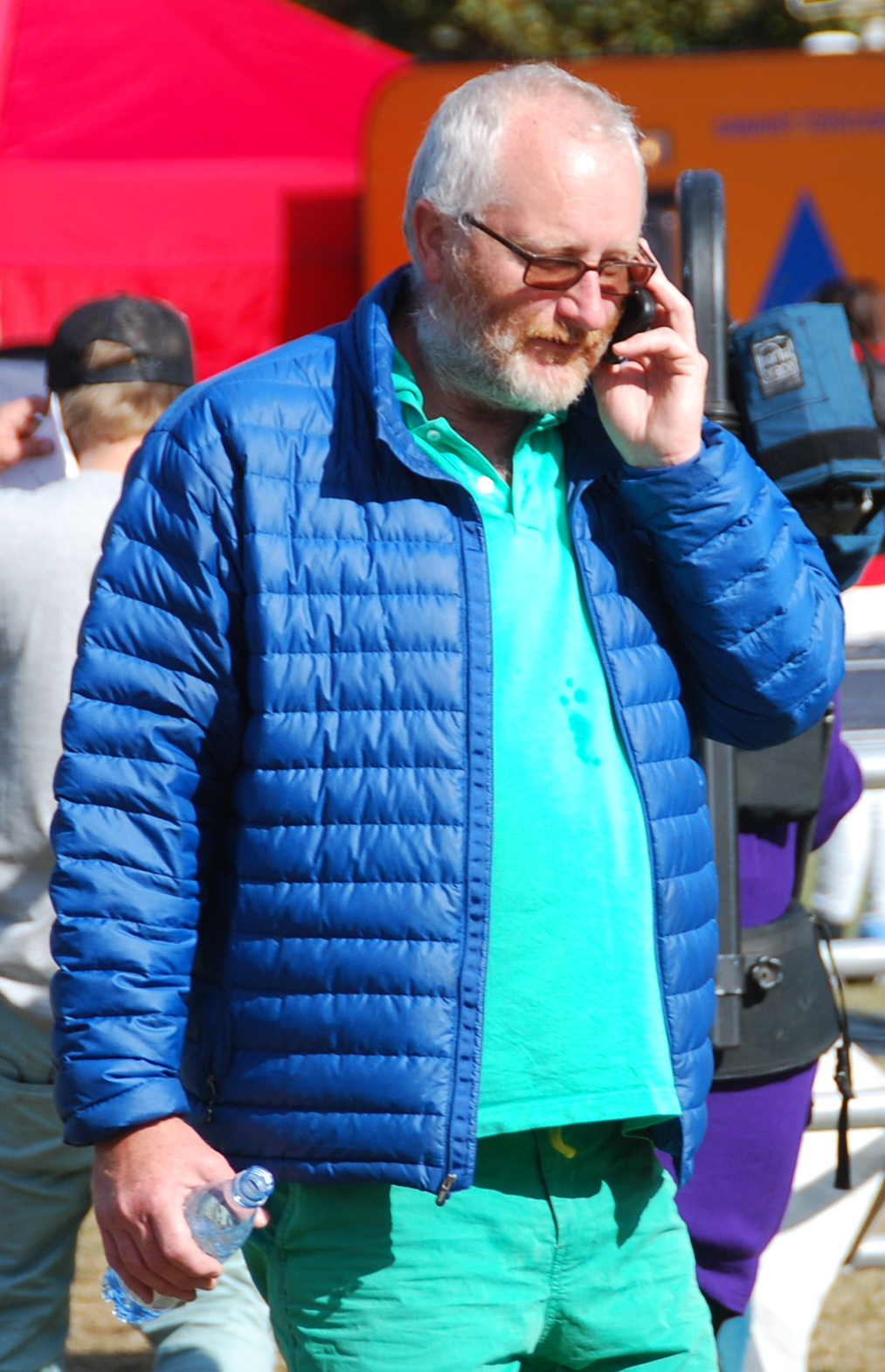
Петер Ольбек Єнсен, Вересень 2010. (Фото: Ларс Шмідт)

Петер Ольбек Єнсен (дан. Peter Aalbæk Jensen; * 8 квітня, 1956) — данський кіно- і телевізійний продюсер, який у 1992 році разом із режисером Ларсом фон Трієром заснував данську кінокомпанію Zentropa, а пізніше — її величезний комплекс — студію Filmbyen.
Він є виконавчим продюсером понад 70 театральних художніх фільмів і багатьох телевізійних проектів, засновником довгого списку дочірніх компаній, і справедливо вважається найважливішим данським кінопродюсером з 1990 року.
Восени 2008 року він був суддею на данській версії програми «Україна має талант».